# Fernando Calatraveño
Fernando Calatraveño y Valladares (1851-1916) fue un médico español.

## Biografía
Nació en 1851. Doctor en Medicina por la Universidad Central (1883) con la tesis doctoral : De la division topografica del cuerpo humano, sus aplicaciones), fue autor de numerosas publicaciones y director del periódico La Correspondencia Médica (1902). También colaboró en La Ciencia Moderna (1897), La Ilustración del Profesorado (1897), Boletín de la Sociedad Española de Excursiones (1897), Revista Contemporánea (1897) y El País (1903). Falleció en 1916.